# Amsterdam Crusaders 1995
Questa voce raccoglie le informazioni riguardanti gli Amsterdam Crusaders nella stagione 1995.

## American Football League of Europe

### Stagione regolare
| 18 giugno 1995 5ª giornata | Lions Bergamo | 34 – 22 | Amsterdam Crusaders |  |

| 15 luglio 1995 8ª giornata | Amsterdam Crusaders | 21 – 27 | Lions Bergamo |  |

| Stoccolma 22-23 luglio 1995 9ª giornata | Stockholm Nordic Vikings | 27 – 33 | Amsterdam Crusaders |  |

| 1995 ? | Amsterdam Crusaders | v – p | Frankfurt Knights |  |

| 1995 ? | Amsterdam Crusaders | v – p | Great Britain Spartans |  |

| 1995 ? | Frankfurt Knights | p – v | Amsterdam Crusaders |  |

| 1995 ? | Amsterdam Crusaders | 0 – 2 (a tavolino) | Stockholm Nordic Vikings |  |

| 1995 ? | Great Britain Spartans | 0 – 2 (a tavolino) | Amsterdam Crusaders |  |

## Statistiche di squadra
| Competizione             | %Vittorie | In casa | In casa | In casa | In casa | In casa | In casa | In trasferta | In trasferta | In trasferta | In trasferta | In trasferta | In trasferta | Totale | Totale | Totale | Totale | Totale | Totale |
| Competizione             | %Vittorie | G       | V       | N       | P       | Pf      | Ps      | G            | V            | N            | P            | Pf           | Ps           | G      | V      | N      | P      | Pf     | Ps     |
| ------------------------ | --------- | ------- | ------- | ------- | ------- | ------- | ------- | ------------ | ------------ | ------------ | ------------ | ------------ | ------------ | ------ | ------ | ------ | ------ | ------ | ------ |
| AFLE - Stagione regolare | .625      | 4       | 2       | 0       | 2       | 21      | 29      | 4            | 3            | 0            | 1            | 0            | 57           | 61     | 5      | 0      | 3      | 78+?   | 90+?   |
| Totale                   | .625      | 4       | 2       | 0       | 2       | 21      | 29      | 4            | 3            | 0            | 1            | 57           | 61           | 8      | 5      | 0      | 3      | 78+?   | 90+?   |